# Sphaerulina blyttii
Sphaerulina blyttii är en lavart som först beskrevs av Emil Rostrup och som fick sitt nu gällande namn av Lennart Holm och Kerstin Holm. 
Sphaerulina blyttii ingår i släktet Sphaerulina och familjen Mycosphaerellaceae. Arten är reproducerande i Sverige.